# Muhammad Baqir as-Sadr
Muhammad Baqir as-Sadr, deutsch auch Mohammed Baqir al-Sadr (arabisch محمد باقر الصدر, DMG Muḥammad Bāqir aṣ-Ṣadr; * 1. März 1935 in al-Kazimiyya, Irak; † 9. April 1980 oder 1981), war ein irakischer Großajatollah und einflussreicher politisch engagierter schiitischer Führer, der einen islamischen Staat und die Einführung der Scharia im Irak etablieren wollte. Er galt zu seiner Zeit in zahlreichen führenden islamischen Kreisen als herausragender Wirtschaftstheoretiker, war jedoch aufgrund seiner teils radikalen Haltung stets umstritten. Der irakische Staatspräsident Saddam Hussein ließ ihn ermorden.

## Leben
Mohammad Baqir as-Sadr stammte aus einer ursprünglich im Libanon beheimateten angesehenen Familie, in welcher bereits sein Großvater Ismail as-Sadr und sein Vater Sayyid Haidar as-Sadr die Ämter eines Großajatollahs bekleidet hatten.
As-Sadr soll ein Cousin des ebenfalls ermordeten Großajatollahs Mohammed Sadiq as-Sadr sein. Einige Quellen bezeichnen ihn auch als dessen Onkel. 1945 zog seine Familie in die Stadt Nadschaf, wo er bis zu seinem Lebensende ansässig war.
1957 war as-Sadr wesentlich an der Gründung der Islamischen Dawa-Partei beteiligt, die sich zu einer der großen schiitischen Parteien im Irak entwickelte unter dem Regime Saddam Husseins jedoch verboten war. Einige Stimmen sehen in Baqir as-Sadr den eigentlichen Parteigründer. Andere vermuten es nur.
Nach Gründung der „Gemeinschaft der Ulama in Nadschaf“ 1958 durch Geistliche unter der Führung des Scheichs Murtada al-Yasin wurde diese Gruppe zum Forum junger Geistlicher in den Koranschulen von Nadschaf. Dabei kam as-Sadr eine führende Rolle zu. Er veröffentlichte zuerst eine Kampfschrift gegen den Kommunismus („Unsere Philosophie“) und legte 1961 in seinem Hauptwerk „Unsere Wirtschaft“ Ideen einer islamischen Wirtschaft vor. Mit diesem Buch, das auch Sozialismus und Kapitalismus aus schiitischer Sicht kritisierte, machte er sich in führenden islamischen Kreisen als politisch-wirtschaftlicher Theoretiker bekannt. As-Sadr unterstützte zudem die Etablierung einer dem islamischen Glauben verpflichteten Regierung im Irak. Einer seiner engsten Mitstreiter war, Mohammed Hussein Fadlallah.
In den 1970er Jahren wurde as-Sadr mehrmals verhaftet. Im Juni 1979 wurde er zudem unter Hausarrest gestellt, kam aber später wieder frei.
Mohammed Baqir as-Sadr arbeitete, im Gegensatz zu Mohammed Sadiq as-Sadr und später dessen Sohn Muqtada as-Sadr, mit dem iranfreundlichen irakischen Großajatollah Muhammad Baqir al-Hakim zusammen und war ein Anhänger des radikalen revolutionären Ajatollah Khomeini. Mohammed Baqir as-Sadr galt als Feind der Baath-Partei, der auch Saddam Hussein angehörte. Für seine Islamische Dawa-Partei, die gegen den Diktator kämpfte, erhielt Mohammed Baqir as-Sadr unverhüllte materielle, militärische und propagandistische Hilfe aus dem Iran. In einem offenen Telegramm forderte ihn Khomeini auf, den Irak nicht zu verlassen, da er dort die islamische Revolution zu führen habe und sein Land von der ungläubigen Baath-Partei befreien müsse.
1980 begann die schon lange schwelende gesellschaftliche Krise im Irak zu eskalieren. In diesem Zuge wurden 30.000 schiitische Iraker mit iranischer Abstammung des Landes verwiesen. Am 1. April 1980 erfolgte ein Attentat auf den stellvertretenden irakischen Ministerpräsidenten Tarik Asis. Da das Saddam-Regime die Islamischen Dawa-Partei dahinter vermutete, sollte nun offensichtlich an as-Sadr, dem geistigen Kopf der Partei, ein Exempel statuiert werden. Daher wurde er am 4. April 1980 zuhause verhaftet.
Nach Bekanntgabe von Mohammed Baqir as-Sadrs geplanter Hinrichtung kam es in einigen islamischen Nachbarländern zu großen Empörungen unter den Schiiten und zu Demonstrationen, die teilweise in gewaltsamen Ausschreitungen mit der jeweiligen Staatsmacht mündeten. So wurden im Scheichtum Bahrain nach einer Demonstration im Mai 1980 zahlreiche Demonstranten festgenommen. Als bekannt wurde, dass ein Festgenommener an den Folgen einer polizeilichen Folterung gestorben sein soll, brachen erneut Proteste los.
As-Sadr wurde zusammen mit seiner strenggläubigen jüngeren Schwester, Amina Sadr bint al-Huda, einer unter dem Pseudonym Bint al-Huda bekannt gewordenen politisch-islamischen Autorin, gehängt. Im Zuge der Verfolgung durch das Regime Saddam Husseins wurden tausende seiner Anhänger ebenfalls getötet und Hunderttausende flohen ins Exil. As-Sadrs Weggefährte Muhammad Baqir al-Hakim folgte den Flüchtlingen Ende September 1980 nach Teheran.

## Politisch-soziale Bedeutung
Durch die Verbreitung seiner politisch-sozialen Theorien, mit denen as-Sadr als einer der ersten islamischen Geistlichen nach 1945 auf die damals aktuellen weltweiten ideologischen Strömungen reagierte und für die islamisch geprägten Staaten Ansätze eines religiös durchdrungenes Gegenmodell anbot, verschaffte er sich hohes Ansehen, das weit in die islamischen Nachbarländern ausstrahlte.
Die in  seinem Hauptwerk  „Unsere Wirtschaft“ dargebotenen Ideen beschäftigen sich nur in sehr geringem Umfang mit einem tatsächlichen umfassenden konzeptionellen Entwurf zu einer funktionierenden Wirtschaftsordnung. Zentrale Themen und Problemstellungen bleiben ausgespart oder werden nur vage angedeutet. Letztendlich fordert as-Sadr den religiösen Staat, der die Fäden seiner Wirtschaft in den Händen hält. Nur der von Khomeini errichtete iranische Gottesstaat hat bis 1988 praktisch versucht, as-Sadrs Vorstellungen zu verwirklichen. Nachdem Khomeini kein eigenes Konzept einer religiösen Staatswirtschaft entwickelt hatte, griff er direkt  auf „Unsere Wirtschaft“ zurück.
Für einige schiitische Muslime ist Mohammed Baqir as-Sadr ein Märtyrer.